# Robbio
Robbio is een gemeente in de Italiaanse provincie Pavia (regio Lombardije) en telt 6088 inwoners (31-12-2004). De oppervlakte bedraagt 40,3 km², de bevolkingsdichtheid is 153 inwoners per km².
De volgende frazioni maken deel uit van de gemeente: La Torre.

## Demografie
Robbio telt ongeveer 2638 huishoudens. Het aantal inwoners daalde in de periode 1991-2001 met 4,0% volgens cijfers uit de tienjaarlijkse volkstellingen van ISTAT.
| Jaar | Inwoneraantal |
| ---- | ------------- |
| 1991 | 6414          |
| 2001 | 6159          |

## Geografie
De gemeente ligt op ongeveer 122 m boven zeeniveau.
Robbio grenst aan de volgende gemeenten: Borgolavezzaro (NO), Castelnovetto, Confienza, Nicorvo, Palestro, Rosasco, Vespolate (NO).